# ピルコマジョ川
ピルコマジョ川（ピルコマジョがわ、スペイン語: Río Pilcomayo、グアラニー語:Ysyry Araguay）は、南米中央部を流れる河川である。パラグアイ川の西部の支流で最も長い川であり、流域は270,000 km²にも達する。

## 地理
ボリビアのポオポ湖の東のポトシ県、オルロ県など、アンデス山脈の麓に源を発する。チュキサカ県とタリハ県を通って南東に2,000km流れ、アルゼンチンのフォルモサ州とパラグアイのグラン・チャコ平原を流れてアスンシオン近郊のパラグアイ川に合流する。
川の流域にはおおよそ150万人が居住しており、内ボリビアに100万人、アルゼンチンに30万人、パラグアイに20万人となっている。
流域に氾濫原、河畔林とサバナが多く、水中に絶滅危惧種のヒルムシロ属の植物が生え、ソバージュネコメガエル、ブチアマガエル、アメリカヌマジカ、アメリカバク、クチジロペッカリー、オオアルマジロ、オオアリクイ、アオボウシインコ、ダイサギ、ハゲガオホウカンチョウ、レア属、カイマン属、カメ、ジャガーなどの動物が生息している。中流部のパラグアイのティンフンケ国立公園は1995年に、下流部のアルゼンチンのピルコマジョ川国立公園は1992年にラムサール条約登録地となった。